# Acer Nethercott
Acer Nethercott (ur. 28 listopada 1977 w Newmarket, zm. 27 stycznia 2013) – brytyjski wioślarz, srebrny medalista w wioślarskiej ósemce podczas Letnich Igrzysk Olimpijskich w Pekinie.

## Osiągnięcia
- Mistrzostwa Świata – Gifu 2005 – ósemka – 4. miejsce[2].
- Mistrzostwa Świata – Eton 2006 – ósemka – 5. miejsce[2].
- Mistrzostwa Świata – Monachium 2007 – ósemka – 3. miejsce[2].
- Igrzyska Olimpijskie – Pekin 2008 – ósemka – 2. miejsce[2].